# Ralf Bendix
Ralf Bendix, pseudonimo di Karl Heinz Schwab (Dortmund, 16 agosto 1924 – Stansstad, 1º settembre 2014), è stato un cantante, produttore discografico, compositore e paroliere tedesco.

## Biografia
Karl Heinz Schwab, in seguito noto con il nome d'arte di Ralf Bendix, nasce a Dortmund, il 16 agosto 1924.
Nel 1952 abbandona la carriera giuridica per dedicarsi alla musica.
Dopo essere apparso in un programma televisivo a Pittsburgh, nel 1955 firma in Germania il suo primo contratto discografico con l'etichetta Electrola, pubblicando il singolo Sie hieß Mary-Ann, cover del brano country Sixteen Tons.
Nel 1961, esce il suo singolo di maggiore successo, intitolato Babysitter-Boogie, che raggiunge il primo posto delle classifiche tedesche ed ottiene il disco d'oro, con oltre un milione di copie vendute.
Alla fine degli anni sessanta, inizia a dedicarsi alla carriera di produttore e talent-scout. È lui a scoprire il cantante Heino.
Tra il 1967 e il 1974, è spesso ospite del popolare programma televisivo della NDR Haifischbar.
Muore a Fürigen presso Stansstad, in Svizzera, il 1º settembre 2014, all'età di 90 anni.

## Discografia

### Album
- 1958: Auf Wiedersehen
- 1965: Ralph Bendix - Singt Evergreens
- 1973: Vergiß nicht zu lächeln
- 1974: Western Party
- 1981: Ralph Bendix - Singt Rock'n'Roll
- 2000: Durch die Jahre
- 2010: Die goldenen Zeiten
- 2012: Babysitter-Boogie - 50 große Erfolge
- 2014: Große Erfolge & Evergreens
- 2014: Babysitter Boogie

## Filmografia parziale
- Der lachende Vagabund, regia di Thomas Engel (1958)
- Laß mich am Sonntag nicht allein, regia di Arthur Maria Rabenalt (1959)
- Haus Vaterland (1959)
- Was macht Papa denn in Italien?, regia di Hans Dieter Schwarze (1961)
- Adieu, Lebewohl, Goodbye, regia di Paul Martin (1961)
- Komm mit auf den Rummelplatz - film TV (1963)
- Der Wind hat mir ein Lied erzählt - film TV (1973)

## Programmi televisivi (lista parziale)
- 1967-1974: Haifischbar